# کارت شبکه

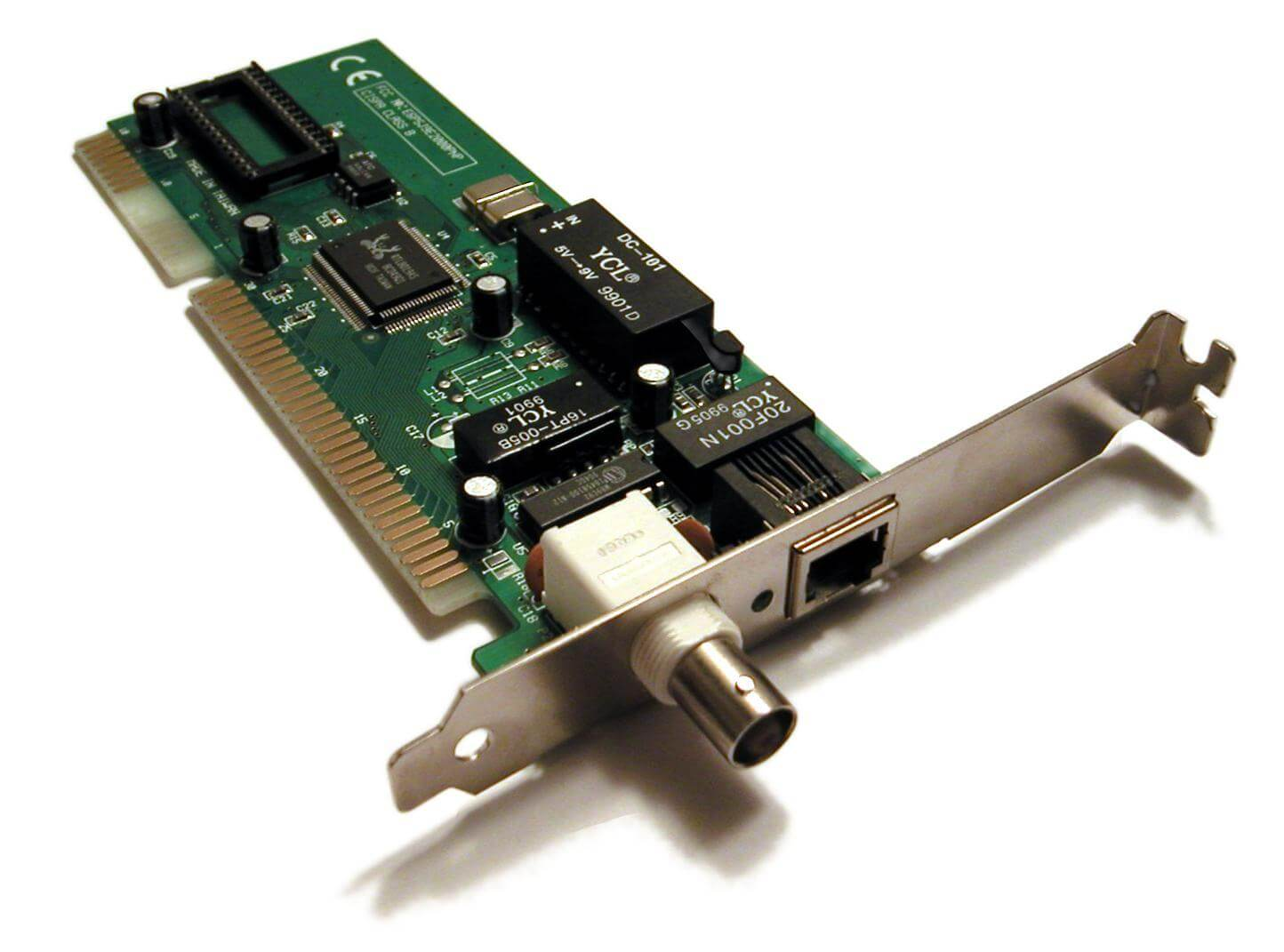
کارت شبکه

کارت رابط شبکه (به انگلیسی: Network interface controller (NIC)) سخت‌افزار رایانه به صورت کارتی در شیارهای توسعه مادربورد کامپیوتر قرار می‌گیرد و کامپیوتر را به شبکه متصل می‌کند.
کارت شبکه واسطی است بین کامپیوتر و شبکه. کارت شبکه چه برای شبکه کابلی یا بی‌سیم، چه شبکه اینترنت یا wi-fi، و چه کامپیوتر رومیزی یا لپ تاپ یا سرور بخشی حیاتی و ضروری است.
کامپیوترها جهت اتصال به هم و استفاده از برنامه‌های هم و اشتراک برنامه‌ها از نظر سخت‌افزاری احتیاج به کارت شبکه یا LAN Card دارند. که به‌طور معمول در بازار دو نوع کارت معمول می‌باشد. یک نوع آن‌ها کارتهاِی ۱۰ در ۱۰ بوده و نوع دیگر کارتهای ۱۰ در ۱۰۰ می‌باشند. جهت کنترل اتصال درست کارت شبکه به کامپیوتر می‌توانید روی آیکون My Computer کلیک راست نموده و سپس روی Properties کلیک کنید باکسی با عنوان system properties باز می‌شود به زبانهٔ Hardware رفته و در قسمت Device manager بر روی دکمه Device manager کلیک نمایید. باکس دیگری با عنوان Device manager گشوده می‌شود. در بین ابزارهای نصب شده باید در قسمت Network adapters، نام و مشخصات کارت شبکه شما وجود داشته باشد. اگر در این بخش علامت سؤال یا تعجب به شکل زرد رنگ وجود داشته باشد نشان می‌دهد که راه انداز (Driver) کارت شبکه شما ناقص بوده و درست نصب نشده‌است و بایستی طبق روشهای Hardware settings آن را برداشته(Remove) و با Refresh، یا از قسمت Add new hardware در بخش کنترل‌پنل (Control panel) درایور یا راه انداز مناسب و صحیح آن را نصب نمایید.
برای نصب کارت شبکه احتیاج به برنامه مخصوص نصب آن کارت هم داریم. (device driver)

## انواع کارت شبکه
کارت شبکه به صورت کلی به دو دسته Wired و Wireless تقسیم می‌شود.

### Wired
در دسته wired یا سیمی این کارت روی مادربرد سیستم کامپیوتری یا سرور به‌طور پیشفرض نصب می‌شود یا در آینده قابل نصب است. این نوع کارت شبکه به وسیله کابل اترنت و پورت RJ-45 یا در موارد تخصصی‌تر با کابل و درگاه فیبر نوری به شبکه متصل می‌شوند.

### Wireless
در دسته Wireless یا بی‌سیم، کارت همانند کارت شبکه با سیم یا به پورت USB متصل می‌شود که معمولاً دارای یک آنتن هستند. اما اخیراً کارت شبکه‌های بی‌سیم که از طریق پورت USB متصل می‌شوند، بدون آنتن بوده و ابعاد بسیار کوچکی دارند که معمولاً در بازار آن را با نام دانگل (Dongle) می‌شناسند. در دو حالت انواع اتصال بی‌سیم را برای کاربر فراهم می‌آورد.

## تولیدکنندگان اصلی کارت شبکه
- Intel
- Realtek
- Broadcom (includes former Avago, Emulex)
- Marvell Technology Group
- Cavium (formerly QLogic)
- Mellanox
- Chelsio